# Усть-Камчатское сельское поселение
Усть-Камча́тское се́льское поселе́ние — муниципальное образование в Усть-Камчатском районе Камчатского края Российской Федерации.
Административный центр — посёлок Усть-Камчатск.

## История
Статус и границы сельского поселения установлены Закон Камчатского края от 1 июля 2014 № 474 «О внесении изменений в Закон Камчатской области „Об установлении границ муниципальных образований, расположенных на территории Усть-Камчатского района Камчатской области, и о наделении их статусом муниципального района, сельского поселения“»

## Население
| 2010  | 2012  | 2013  | 2014  | 2015  | 2016  | 2017  |
| ----- | ----- | ----- | ----- | ----- | ----- | ----- |
| 4660  | ↘4575 | ↘4412 | ↘4281 | ↘4126 | ↘4040 | ↘3967 |
| 2018  | 2019  | 2020  | 2021  | 2023  |       |       |
| ↘3850 | ↘3730 | ↘3613 | ↗3691 | ↘3576 |       |       |

## Состав сельского поселения
| № | Населённый пункт | Тип населённого пункта          | Население |
| - | ---------------- | ------------------------------- | --------- |
| 1 | Крутоберегово    | село                            | ↘143      |
| 2 | Усть-Камчатск    | посёлок, административный центр | ↗3548     |

## Местное самоуправление
Глава сельского поселения
- с 2014 года - Кошкарев Павел Макарович[14]